# Casciana Terme
Casciana Terme ist eine Fraktion und Gemeindesitz der italienischen Gemeinde Casciana Terme Lari in der Provinz Pisa, Region Toskana.

## Geografie
Der Ort liegt etwa 60 km südwestlich der Regionalhauptstadt Florenz und etwa 30 km südlich Provinzhauptstadt Pisa.

## Geschichte
Frühere Namen des Ortes waren Bagno ad Acqua und Bagni di Casciana (Bad am Wasser bzw. Bäder von Casciana). Um 800 wurde der Ort Castrum ad Aquis genannt. Bis 1927 war Casciana Terme Teil der Gemeinde Lari. Der heute Ortsname mit dem Zusatz Terme wurde gewählt, um sich vom benachbarten Casciana Alta (höhergelegenes Casciana), einem Ortsteil von Lari, zu unterscheiden. Im Mittelalter war die Gemeinde dem Erzbistum Pisa unterstellt. Die Thermen wurden im 11. Jahrhundert von Mathilde von Canossa wiederentdeckt und haben eine konstante Temperatur von 35,7 °C. 1362 wurde der Ort in den Kriegen zwischen Florenz und Pisa zerstört und 1515 vollständig von Florenz eingenommen. 1776 wurde Casciana der Gemeinde Lari zugeteilt und 1927 wurde sie eigenständige Gemeinde. Am 1. Januar 2014 wurde der Ort wieder mit Lari zur nun neuen Gemeinde Casciana Terme Lari zusammengelegt. Zum Zeitpunkt des Gemeindezusammenschlusses besaß die Gemeinde Casciana Terme 3593 Einwohner.

## Sehenswürdigkeiten
- Santa Maria Assunta, um 840[1] entstandene Kirche am Hauptplatz, enthält die Werke Madonna del Rosario von Domenico Passignano und Madonna con il Bambino (auch delle Grazie) von dem sogenannten Maestro di San Torpè.[5]
- San Martino in Petraija (auch San Martino in Petraia), Kirche aus dem 14. Jahrhundert, die 1807 wesentlich erneuert wurde.[5]
- Madonna dei Sette Dolori, Kapelle (Oratorio) im Ortskern. Enthält das Fresko Pietà fra i Santi Bartolomeo e Rocco aus dem 15. Jahrhundert.[5]
- Torre Aquisana, erstmals 1024 erwähnter Stadtturm.[1]

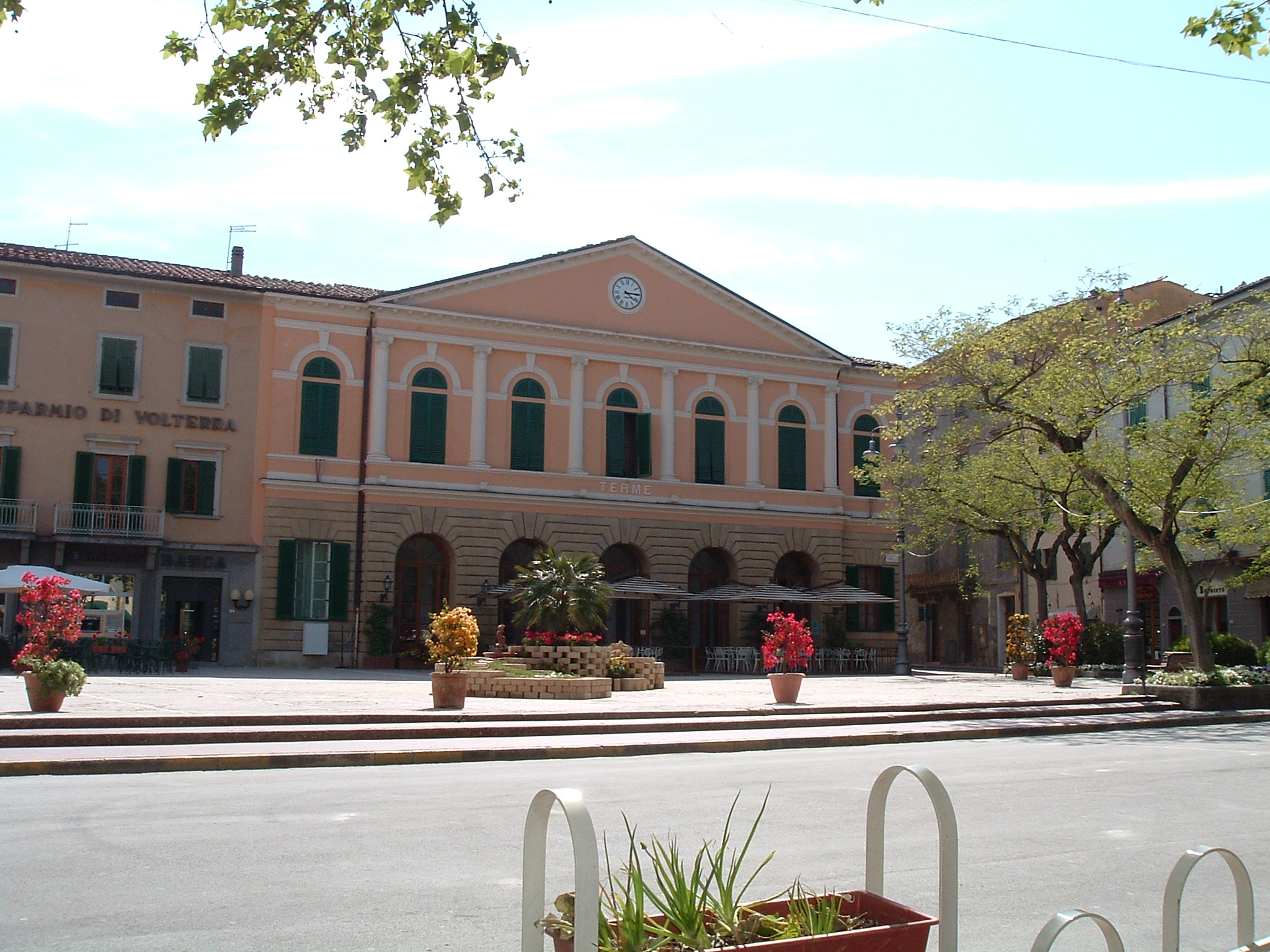
Thermen und Piazza in Casciana Terme
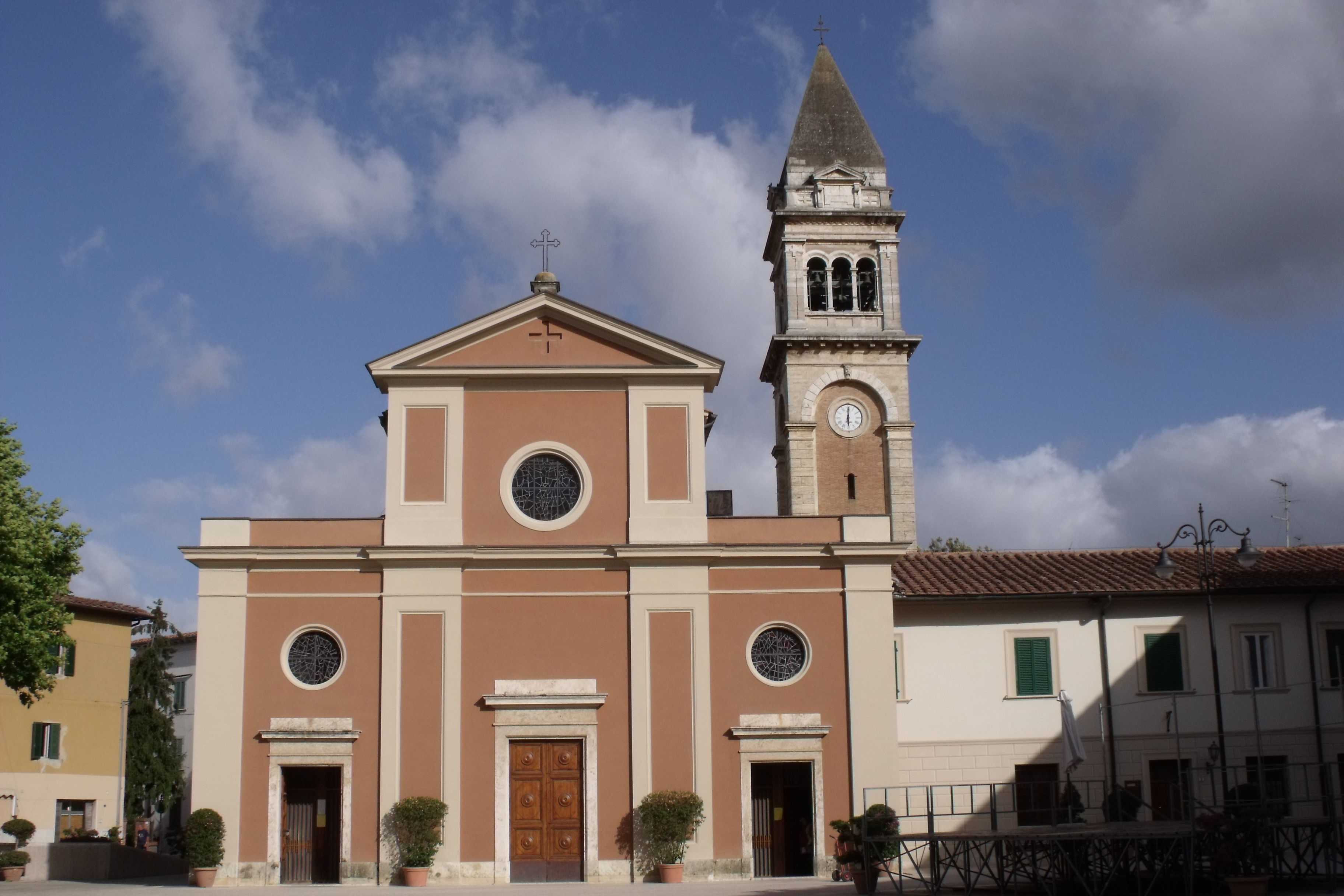
Die Kirche Santa Maria Assunta an der Piazza
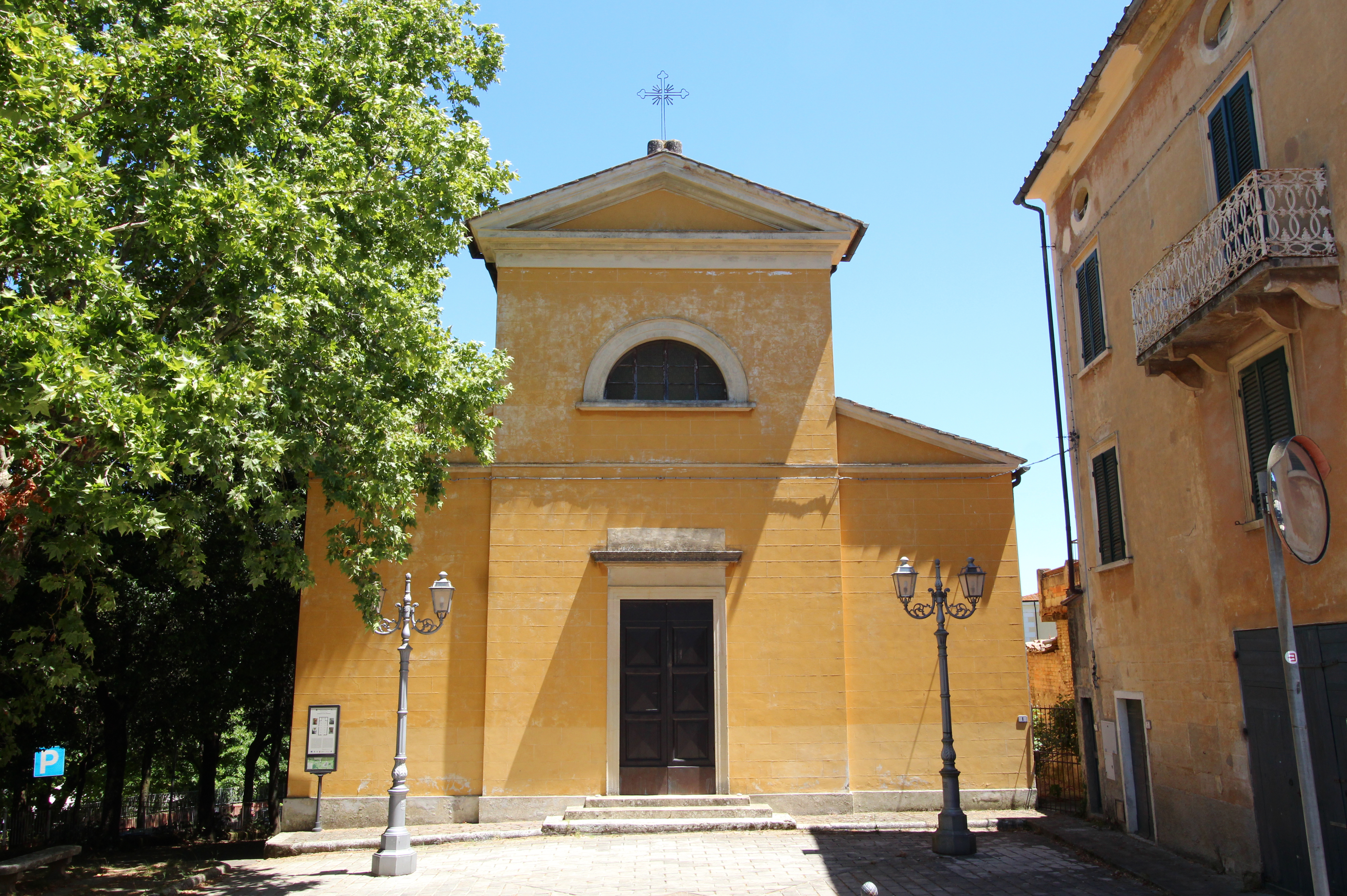
San Martino in Petraia